# Ордуэй, Джерри
Джеремайя Ордуэй (англ. Jeremiah Ordway; род. 28 ноября 1957) — американский автор комиксов.

## Ранние годы
Ордуэй учился в Средней технической школе Милуоки.
На него повлияли такие персоны как, Курт Свон, Джек Кирби, Гил Кейн, Джон Бьюсема, Стив Дитко, Джин Колан, Уолли Вуд, Алекс Реймонд, Хэл Фостер, Рой Крейн, Ли Уикс, Джон Ромита-младший, Рон Гарни, Майк Вейринго, Алан Дэвис, Джо Синнотт, Дик Джордано,Том Палмер и Клаус Янсон.

## Личная жизнь
Джерри женат на Пегги Мэй Ордуэй, родившейся в 1959 году.

## Награды
Ордуэй получил премию Inkpot Award в 1994 году. В 2017 году он попал в Зал славы Джо Синнотта на Inkwell Award за «выдающуюся карьеру в американских комиксах».